# Yamansu (sockenhuvudort i Kina, Xinjiang Uygur Zizhiqu, lat 41,15, long 79,09)
Yamansu (kinesiska: 亚曼苏, 亚曼苏柯尔克孜族乡) är en sockenhuvudort i Kina. Den ligger i den autonoma regionen Xinjiang, i den nordvästra delen av landet, omkring 760 kilometer sydväst om regionhuvudstaden Ürümqi. Antalet invånare är 8 554. Befolkningen består av 4 008 kvinnor och 4 546 män. Barn under 15 år utgör 25,0 %, vuxna 15-64 år 69 %, och äldre över 65 år 4,0 %.
Runt Yamansu är det ganska glesbefolkat, med 24 invånare per kvadratkilometer. Närmaste större samhälle är Wushi, 11,7 km öster om Yamansu. Trakten runt Yamansu består i huvudsak av gräsmarker.
Genomsnittlig årsnederbörd är 286 millimeter. Den regnigaste månaden är augusti, med i genomsnitt 65 mm nederbörd, och den torraste är december, med 2 mm nederbörd.